# Steindorf
Steindorf là một đô thị ở huyện Aichach-Friedberg bang Bayern nước Đức. Đô thị Steindorf có diện tích 16,19 km², dân số thời điểm ngày 31 tháng 12 năm 2006 là 933 người.